# August von Saucken-Julienfelde

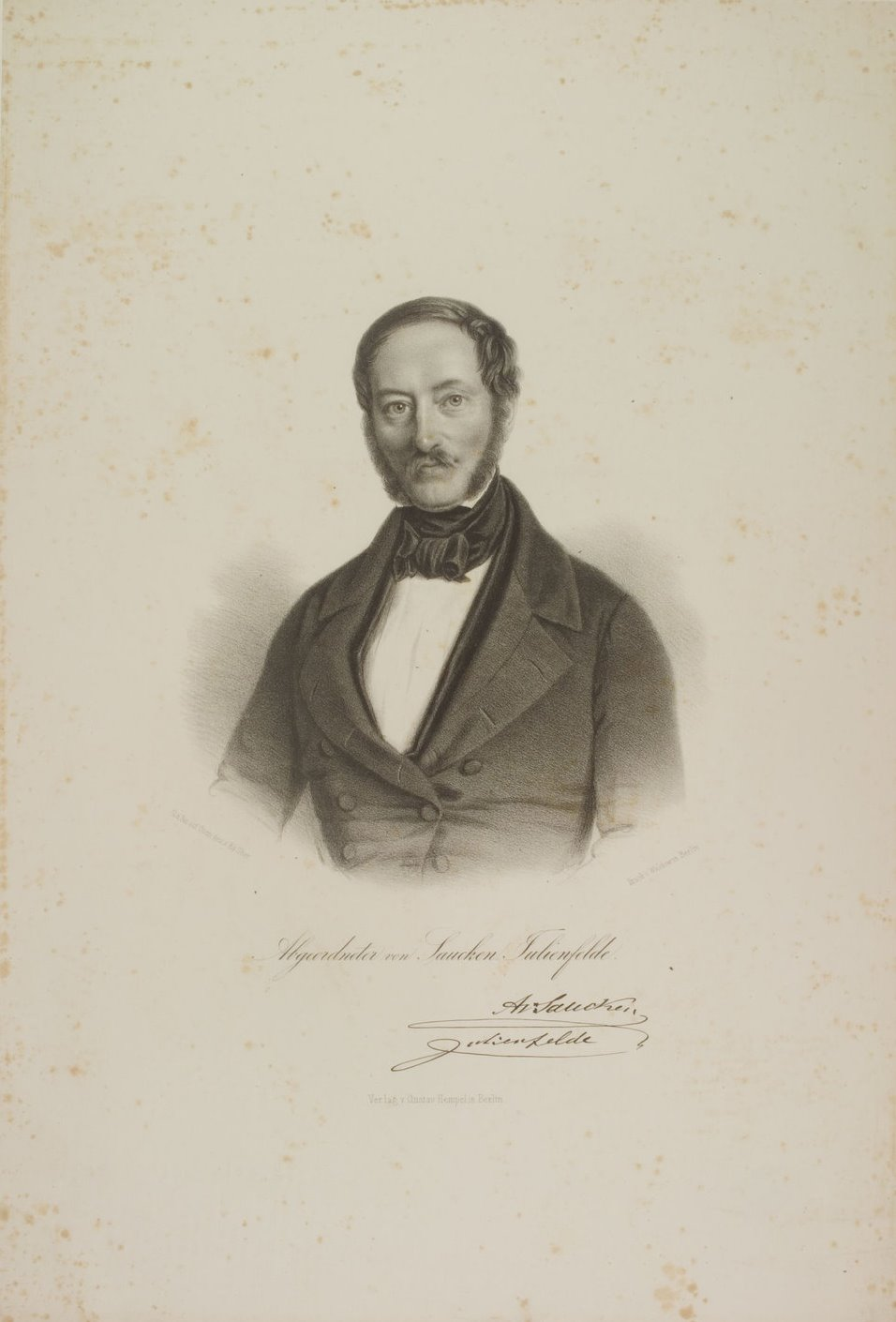
August von Saucken-Julienfelde nach v. Waldow, Berlin

August von Saucken-Julienfelde (* 10. September 1798 zu Tarputschen, Ostpreußen; † 6. Januar 1873 in Julienfelde) war ein leidenschaftlicher Gegner von Otto von Bismarck, wie sein älterer Bruder Ernst Friedrich Fabian von Saucken-Tarputschen. Er war Vater von Konstanz von Saucken-Julienfelde.

## Leben
August von Saucken-Julienfelde entstammte dem altpreußischen Uradelsgeschlecht von Saucken und war der Sohn des königlich preußischen Leutnants Ernst Wilhelm Christoph von Saucken (1758–1817) und dessen Frau Christine Amalie Austin (1764–1833). Er war eines von zehn Kindern und der Onkel von Karl von Saucken (1822–1871) und Kurt von Saucken-Tarputschen (1825–1890). Sein älterer Bruder war Ernst Friedrich Fabian von Saucken-Tarputschen; seine Schwester Amalie (1795–1858) heiratete 1814 den späteren General Karl Christian von Weyrach.
1813 trat er in das Groebische Institut ein. Er beteiligte sich an die Befreiungskriege gegen Napoleon von 1815. In Riesenburg erhielt er danach das Offizierspatent. 1817 hospitierte er an der Königsberger Universität. 1822 nahm er den militärischen Abschied und betätigte sich als Landwirt, vor allem in der Schaf- und Pferdezucht. 1825 fiel ihm bei der Erbteilung das Gut Julienfelde im Kreis Darkehmen zu, und in demselben Jahre heiratete er Karoline (Lina) von Below (* 19. Juli 1804; † 14. September 1871), eine Tochter des Friedrich Karl Ludwig von Below auf Trakehnen.

## Politische Betätigung
Seine politische Tätigkeit begann 1843 mit seiner Wahl in den Provinziallandtag der Provinz Preußen. 1847 wurde er zum Generallandschaftsrat ernannt. 1847 und 1848 war er ebenso wie sein Bruder Ernst Mitglied des Ersten bzw. Zweiten Vereinigten Landtags. Danach wurde er zum Mitglied der Frankfurter Nationalversammlung bestimmt, doch der Landtag annullierte die Nominierung, da das Vorparlament die Wahl eines Abgeordneten auf je 50.000 Köpfe vorschrieb. Er wirkte 1848 im Komitee von Georg von Vincke an einem neuen Wahlgesetz mit. Am 28. Mai 1848 veröffentlichte er in der Vossischen Zeitung den Wunsch, dass der Prinz von Preußen aus England zurückkehren möge. Als Mitglied der zweiten Kammer des Preußischen Abgeordnetenhauses von 1849 verweigerte er die Verfassung anzuerkennen und lehnte in der Folgezeit jede Revision ab. Damit gehörte er zur Opposition gegen das Ministerium von Otto Theodor von Manteuffel. Diese versagte prompt die erneute Bestätigung zum Generallandschaftsrat. 1852 war er am Duell Vincke–Bismarck als Sekundant Vinckes beteiligt. In der Neuen Ära gewann er das Vertrauen von Wilhelm I. und Augusta von Sachsen-Weimar-Eisenach. Doch mit 1862 endete dieser Einfluss. Im Preußischen Verfassungskonflikt versuchte er vergeblich zu vermitteln und den König von der Loyalität der Opposition zu überzeugen. Dagegen behielt er das Vertrauen der Königin und des Kronprinzen, als er sich nach Ostpreußen zurückzog. Er wurde Rektor der Universität Königsberg und 1868 Präsident des landwirtschaftlichen Zentralverbandes für Litauen und Masuren, dessen Comites zur Bekämpfung des ostpreußischen Notstandes Linderung in der Landbevölkerung schaffen konnte.